# أوغولبينار
أوغولبينار هي قرية تركية تقع 7.5 كم شرق الريحانية (أرتاح) في محافظة حطاي.

## تاريخ
كانت تُعرف المنطقة باسم "تيزين"، وجاء ذكرها في كتاب "فتوح البلدان" للبلاذري أن خيول أبي عبيدة بن الجراح فتحت قرى جُومة وسَرْمين ومَرْتَحْوان وتيزين في العام 637م. فيما بعد أصبحت جزءاً من الثغور (عواصم) في مناطق الصراع بين المسلمين والبيزنطيين.
في عام 966م، اجتاح المنطقة نقفور الثاني في طريقه لحصار أنطاكية. شهدت المنطقة معركة أرتاح في عام 1105م التي تغلب فيها الصليبيون بقيادة تانكرد على السلاجقة بقيادة فخر الملك رضوان.
أصبحت المنطقة تابعة لتركيا بعد سلخ لواء اسكندرون عن سوريا، وشهدت المنطقة حوادث تهريب عبر الحدود للسوريين الهاربين من الحرب الأهلية السورية.